# Тимукоа
Тимукоа (на английски: Timucua) е име, което се прилага от учените за обозначаването на около 35 северноамерикански индиански племена, говорещи диалекти на езика тимукоа, класифициран от учените като език изолат и живеещи в северна Флорида и югоизточна Джорджия през 16 век и 17 век. По онова време групата тимукоа е най-голямата в региона. Територията, която заемат обхваща около 50 000 квадратни километра, от река Алтамаха и Къмбърланд Айлънд на север, до езерото Джордж на юг и от Атлантическия бряг на изток до река Окила в западна Флорида. Влизайки доста рано в контакт с европейците, тимукоа изчезват бързо от историята, в резултат на войни и на новите болести донесени от белите. До 1700 г. от всичките групи тимукоа остават общо около 1000 души, а до 1752 г. всичко на всичко 26 души. През 1821 г. има само 5 или 6 тимукоа.

## Име и език
Името тимукоа идва от „тимогона“ или „тимангоуа“, екзоним използван от сатурива за враговете им утина. Испанците започват да употребяват този термин в по-широк смисъл като включват и други народи, говорещи езика тимукоа. През 16 век испанците наричат новата провинция, между реките Сейнт Джонс и Суони – Тимукоа. През 17 век нейната територия е разширена значително и в крайна сметка тимукоа започва да се прилага за всички групи, които говорят диалекти на езика тимукоа. Тези групи никога не са били обединени етнически или политически, а просто говорят един език и имат обща история. Езикът им е сравнително добре документиран, благодарение на Франциско Пареха – францискански мисионер в мисията Сан Хуан дел Пуерто през 17 век. Той отбелязва, че езика тимукоа има 10 диалекта, които обикновено са разделени по племенна линия:
| Диалект                 | Вождество (Чийфдом)                                                                  |
| ----------------------- | ------------------------------------------------------------------------------------ |
| Асуера                  | асуера                                                                               |
| Асуера ?                | окале                                                                                |
| Агуа Дулсе              | астина, чилили, еделано, енекапе, молона, оначакуара, омитагуа, утина, патика, селой |
| Агуа Салада             | Крайбрежните индианци                                                                |
| Икафуи                  | каскангу, икафуи, ибихика                                                            |
| Мокама                  | алимакани, каравои, кости, гуадалчуини, милика, напа, омолоа, сатурива, такатукуру   |
| Окони                   | окони                                                                                |
| Потано                  | потано                                                                               |
| Тукуруру                | тукуруру                                                                             |
| Тимукоа (Северни утина) | агуакалейкуин, чолупаха, наптука, уриутина, юстага                                   |
| ?                       | арапаха                                                                              |
| Юфера                   | юфера                                                                                |

По времето на контакта с европейците, тимукоа са съвкупност от 35 Вождества (чийфдомс) и наброяват общо между 50 000 и 200 000 души. Всяко Вождество се състои от 2 до 10 села, едното от които е главно, а останалите са сателитни, изградени близо до него. Вождествата не са политически свързани и често воюват помежду си. От време на време, между две или повече Вождества са организирани съюзи за водене на война или за отбрана.

## Култура
Според археологически доказателства, тимукоа се заселват в Северна Флорида около 1100 г. След 1200 г. хората в Северна Флорида, наследници на местната култура Суони Вали започват да консолидират селата си във вождества, които стават характерни за различните групи тимукоа по – късно. Образуването на вождествата е свързано с развиването на интензивно земеделие и увеличаване на популацията. При пристигането на испанците в началото на 16 век, тимукоа вече живеят организирани във вождества, с едно главно село и едно или няколко села свързани с него. Селата им са разделени на семейни кланове, носещи обикновено името на някое животно, в които наследството се предава по майчина линия. Всяко село се състои от около 30 домове и има население от 200 – 300 души. Домовете са малки, изградени от колове, с кръгла форма и покрити с палмови листа. Големината им варира между 4,5 и 6 метра в диаметър. В селото винаги има и един много по-голям дом на Съвета, който побира до 3000 души. Ако едно село стане твърде голямо, някои от семействата се отделят и построяват ново село наблизо, така че се оформя една съвкупност от свързани села. Всяко село или група села имат свой главен вожд. Именно тези групи от свързани села са идентифицирани от испанците като отделни племена. В документите от онова време се използват определени имена за всяка група или вождество. Тези имена са свързани обикновено с имената на главното село или на вожда на това село. Селата са разположени в речни долини и са оградени от ограда.
Според местообитанието, в менюто на хората преобладават храни с различен произход. Земеделието доставя по-голямата част от храната, която е допълвана с лов, риболов и събирането на диви растителни храни и морски дарове. Мъжете носят косата си на кок отгоре и се обличат с животински кожи. Всеки човек има множество татуировки, които показват делата и социалния му статус. Децата обикновено ходят голи, а жените с престилки около слабините. Съпругите на вождовете боядисват и татуират шията, брадата и ръцете си, и носят дълги нокти, и накити от мед и рибени люспи. От изкуствата добре развити са кошничарството, грънчарството и дърворезбарството.
Според местообитанието, тимукоа са разделени от учените на източни и западни. Източните обитават Атлантическото крайбрежие и басейна на река Сейнт Джонс и зависят повече от морето и реките, докато западните, които живеят във вътрешността, на запад до река Окила са предимно горски индианци и зависят основно от гората за прехрана. Към източните тимукоа спадат племената говорещи диалектите Мокама, Окони, Юфера, Асуера, Икафуи и Агуа Дулсе, а към западните тимукоа – Окале, Арапаха, Тукуруру, Северни Утина и Потано.

## История
Тимукоа може би са първите северноамерикански индианци, които се срещат с европейците още през 1513 г. Първият официален контакт обаче е през 1525 г. Две години по-късно експедицията на Панфило де Нарваес преминава през земите на „узачиле“ (юстага). Дванадесет години след Нарваес на брега на Флорида акостира Ернандо де Сото. До 1562 г. тимукоа, които живеят във вътрешността не знаят още нищо за пристигането на белите. През 1564 г. френски хугеноти основават форт Каролин на река Сейнт Джонс. След малък конфликт с местните тимукоа, французите успяват да спечелят приятелството им. На следващата година обаче испанците унищожават френския форт и изгонват обитателите му. С основаването на испанския Сан Августин започва и началото на края за тимукоа. До 1595 г. францисканските мисионери достигат до всяко едно от племената, но населението им вече се е стопило със 75%, главно от болести. До 1620 г. във всяко вождество е основана францисканска мисия и тези които оцеляват от епидемиите започват да се събират около тях, и да приемат християнството. В този период някои вождества изчезват, а до 1700 г. от тимукоа остават общо около 1000 души. След 1703 г. нападенията на англичани и вражески индианци от север стават постоянни и до 1720 г. от 1000та тимукоа остават едва 250. През 1821 г. се съобщава само за 5 или 6 живи тимукоа. След това нищо повече не се чува за тях.